# Gerd Weiß

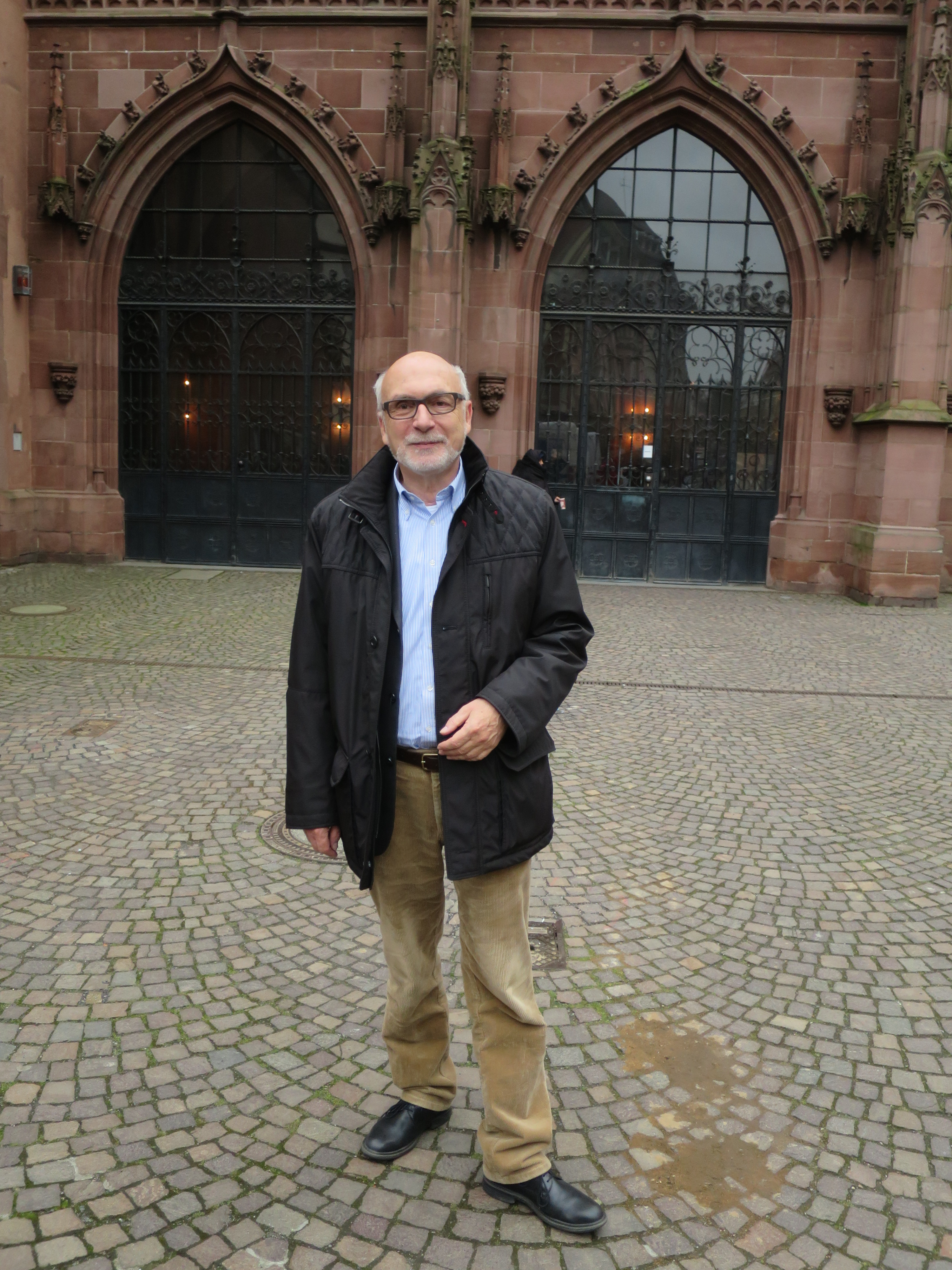
Gerd Weiß 2016

Gerd Weiß (eigentlich: Gerhard Walter Weiß; * 6. August 1949 in Lippstadt) ist ein deutscher Kunsthistoriker und Denkmalpfleger. Vom 1. Januar 1999 bis zum 30. November 2014 war er Präsident des Landesamtes für Denkmalpflege Hessen.

## Leben
An der Universität Göttingen studierte Gerd Weiß Kunstgeschichte, Germanistik, Soziologie und Publizistik und wurde dort 1976 mit einer baugeschichtlichen und soziologischen Untersuchung zum Wohnungsbau Heinrich Tessenows promoviert. Von 1976 bis 1998 arbeitete Weiß in der niedersächsischen Denkmalpflege, zuletzt als Abteilungsleiter der Bau- und Kunstdenkmalpflege und Vertreter der Präsidentin des Niedersächsischen Landesamts für Denkmalpflege. Zwischenzeitlich war er Referent für Denkmalpflege im Niedersächsischen Ministerium für Wissenschaft und Kultur.
Neben seiner Aufgabe als Präsident des Landesamts für Denkmalpflege Hessen ist er seit 2006 Beauftragter des Landes Hessen für das UNESCO-Welterbe in Hessen.
Gerd Weiß ist in der Lehre tätig, u. a. am kunstgeschichtlichen Seminar der Universität Göttingen und am Kunstgeschichtlichen Institut der Universität Frankfurt am Main. An letzterem ist er seit 2002 Honorarprofessor. Er ist Mitglied in Vorständen, Kuratorien und Beiräten von ca. dreißig Stiftungen, Akademien, Kommissionen und Vereinen. Dazu zählen die Deutsche Stiftung Denkmalschutz, die Historische Kommission für Hessen, das Deutsche Nationalkomitee für Denkmalschutz, die Dehio-Vereinigung, die „denk-mal“-Messe in Leipzig, die alle zwei Jahre stattfindet, der Bund Deutscher Architekten und ICOMOS-Deutschland. Bis 2014 war er Vorsitzender der Vereinigung der Landesdenkmalpfleger.
Am 18. Dezember 2013 erhielt er die Ehrennadel der Stadt Kassel für seine Verdienste um die Eintragung des Bergparks Wilhelmshöhe in das Verzeichnis des Welterbes der UNESCO. Zum 30. November 2014 wurde er als Präsident des Landesamtes für Denkmalpflege Hessen nach Erreichen der entsprechenden Altersgrenze pensioniert. Sein Nachfolger wurde zum 1. Mai 2015 Markus Harzenetter.
Er ist Vorsitzender der Wissenschaftlichen Kommission der Deutschen Stiftung Denkmalschutz.

## Werke
Gerd Weiß hat zahlreiche Veröffentlichungen zur Bau- und Kunstgeschichte, hauptsächlich des 19. und 20. Jahrhunderts und zur Denkmalpflege, verfasst. Mit Kollegen aus anderen Bundesländern entwickelte er das Konzept der Reihe „Denkmaltopographie Bundesrepublik Deutschland“ und schrieb deren ersten Band über den Landkreis Lüneburg, der 1981 erschien. Bei den zwei Bänden zur Landeshauptstadt Hannover war er Mitautor und betreute die Reihe in seiner Zeit in Niedersachsen redaktionell.
- Heinrich Tessenow. Ein Baumeister. Leben – Lehre – Werk (gemeinsam mit Gerda Wangerin). Essen 1976. Göttingen 1976.
- Landkreis Lüneburg. Vieweg Verlag, Braunschweig/Wiesbaden 1981 (= Denkmaltopographie Bundesrepublik Deutschland, Baudenkmale in Niedersachsen, Bd. 22.2).
- Stadt Hannover (zusammen mit Wolfgang Neß, Ilse Riechmann, Marianne Zehnpfennig), 2 Bde., Vieweg Verlag, Braunschweig/Wiesbaden 1983 und 1985 (= Denkmaltopographie Bundesrepublik Deutschland, Baudenkmale in Niedersachsen, Bd. 10).
- Georg Dehio, Handbuch der Deutschen Kunstdenkmäler, Bremen/Niedersachsen. Bearbeitet von Gerd Weiß unter Mitarbeit von Kurt Eichwalder, Peter Hahn, Hans Christoph Hoffmann, Reinhard Kartendrucker und Roswitha Poppe. Deutscher Kunsterverlag, München 1992. ISBN 3-422-03022-0
- Zwei Jubiläen der hessischen Denkmalpflege. In: Archiv für hessische Geschichte und Altertumskunde NF 60 (2002), S. 159–171.
- Kulturlandschaft Mittelrhein – 100 Jahre Mittelrheinische Gesellschaft zur Pflege der Kunst. Hrsg. Gerd Weiß, Reichert Verlag, Wiesbaden 2024. ISBN 978-3-7520-0780-0